# Bäckadräkten

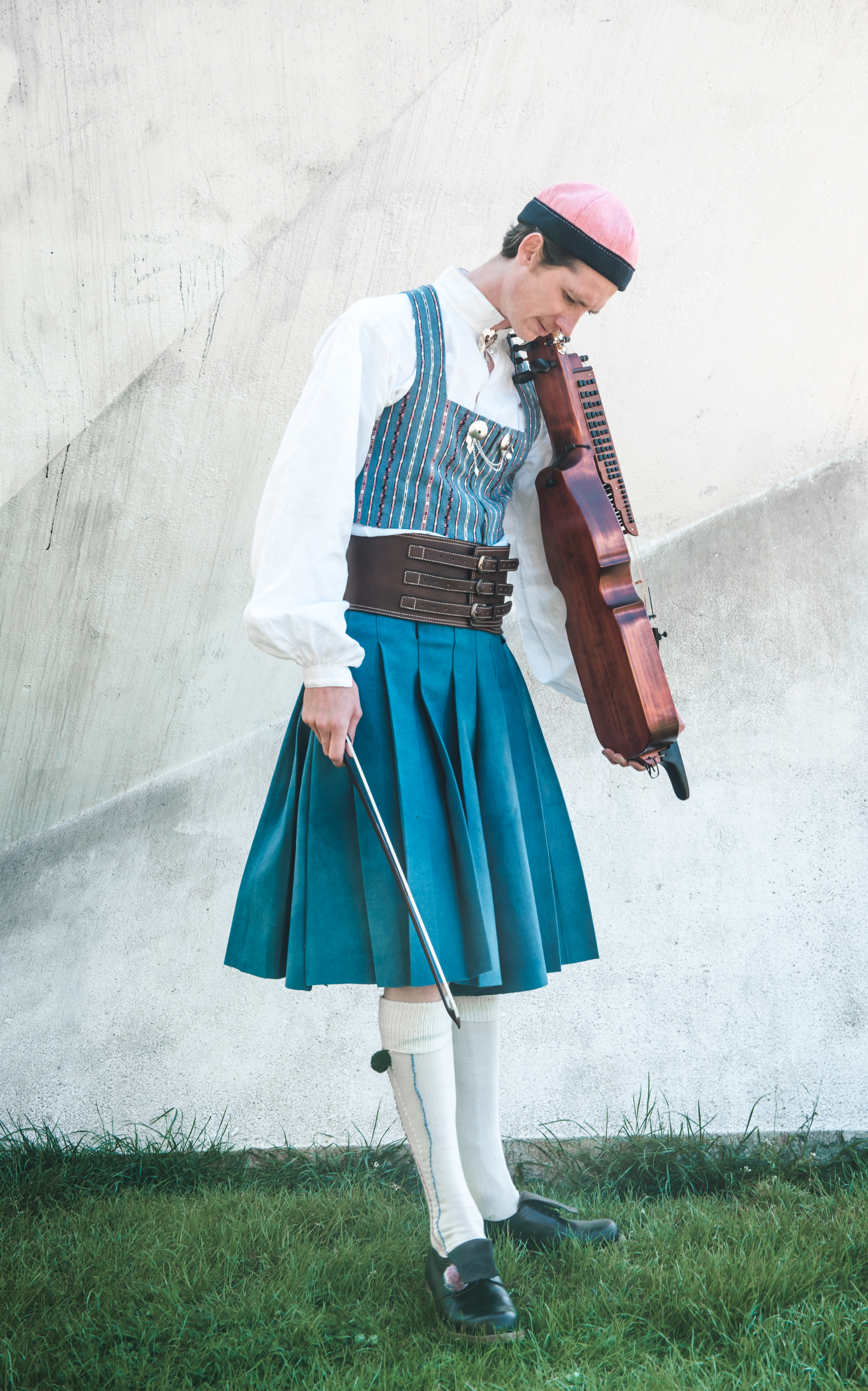
Skaparen Fredy Clue i Bäckadräkten med nyckelharpa.

Bäckadräkten är en nyskapad svensk klädedräkt, beskriven som den första svenska unisex-folkdräkten. Dräkten, som designades 2022 av musikern Fredy Clue(en) och textildesignern Ida Björs, lånar designelement från både manliga och kvinnliga svenska folkdräkter. Västen är samtidigt ett livstycke och hosorna en kjol. Det övergripande temat för dräkten är rinnande vatten, vilket även avspeglas i namnet. Dräkten skapades för att inbjuda till ett bredare deltagande i svenska folktraditioner, genom att tillhandahålla en dräkt som inte är bunden till något specifikt kön eller plats.
Diskussioner om en unisex-folkdräkt hade pågått sedan det tidiga 2010-talet, och Clue väckte idén till Bäckadräkten 2018. Hens samarbete med Textilmuseet i Borås ledde till en design- och produktionsprocess som varade sex månader. I designprocessen konsulterades icke-binära svenskar. Andra kläd- och accessoarspecialister bidrog med komponenter till den färdiga dräkten, som sedan bars av Clue på scen och under föreläsningar. Hen släppte ett sömnadsmönster 2023 och började ta emot anpassade beställningar 2024, vilket uppmuntrade användare att göra ändringar som de tycker passar. På grund av den geografiska spridningen av dess influenser anses klädseln mer vara en produkt av Sveriges nationella queergemenskap än av någon enskild region.
Premiärvisningen av dräkten väckte internationell pressuppmärksamhet och genererade diskussioner i sociala medier, mycket av det senare om förhållandet mellan folkkonst och genus. Många har välkomnat utvecklingen och menar att den ger en möjlighet för icke-binära svenskar att engagera sig mer i folkkulturen. Andra har reagerat negativt och gjort motstånd mot de sociokulturella förändringar som de anser är förknippade med den. Clue sa att hen hoppas att diskussionen ökar medvetenheten om personer med icke-binär identitet.

## Design
Skapandet av Bäckadräkten var en småskalig, hantverksmässig process. Den är baserad på äldre svenska folkdräkter från olika regioner över hela landet, men särskilt de båda designernas hemorter. Konstnären och musikern Fredy Clue är från Göteborg och illustratören och textildesignern Ida Björs är från Järvsö. Dräktens design följer ett tema av rinnande vatten som även avspeglar sig i namnet. Havsvågor finns med som mönster, liksom maritima motiv. Clue uttryckte sin centrala inspiration: "Bäcken ... representerar vår livskraft, som flödar och förändras varje dag, trots att vi fortfarande är samma vatten."
Kostymens nederdel kallas kyxa, eftersom det är en kombination av en kjol och en byxa. Denna är gjord av indigofärgat tyg med stora veck och med praktiska fickor. Clue har liknat kyxan vid en irländsk kilt. Över skjortan bärs ett annat mixat plagg som efterliknar ett kvinnligt livstycke framifrån och en manlig väst bakifrån. Dess tyg är vävt av textilkonstnären Christina Wreiding efter den traditionella Delsbodräktens väst, vars färger är desamma som transflaggans: vit, rosa och ljusblå. Den bredärmade skjortan följer en traditionell design där tyget dras ihop till täta ärmslut och krage med nuggor. Björs sa att de fina vecken gjorde skjortan till den svåraste delen av dräkten att tillverka.
Clue har kallat hatten "dräktens queeraste del". Den är av en likartad design som traditionellt burits av män i stora delar av Sverige, utom i trakterna kring Borås och Toarps socken där den endast bars av kvinnor. Denna kilmössa är rund med svart brätte och vändbar med en ljusblå och en rosa sida.  Skon är baserad på traditionella bröllopsskor från Hälsingland, vars klack satt i mitten av sulan. Denna detalj har under olika tidpunkter på 1700-talet varit vanlig hos både dam- och herrskor i delar av Hälsingland och Dalarna. Till skillnad från bröllopsskon har Bäckadräktens skoklack flyttats till sulans bakkant och formats som ett skeppsskrov. Skons plös matchar den hjärtformade broschen, vilken är graverad med transsymbolen och omgiven av dinglande löv mönstrade med strömmande vatten.
Broschen nålar ihop dräktens fyrkantiga stående krage, som är lånad från den traditionella Järvsödräkten. Över axlarna bärs en orange sjal av bomullsvoile, med tryck som föreställer en bäck, snäckskal och queera identitetssymboler.  Strumporna är vita med rosa och blåa band samt tofsar baserade på en traditionell design från Dalarna. Det ingår även ett par silverörhängen.

## Historik

### Bakgrund

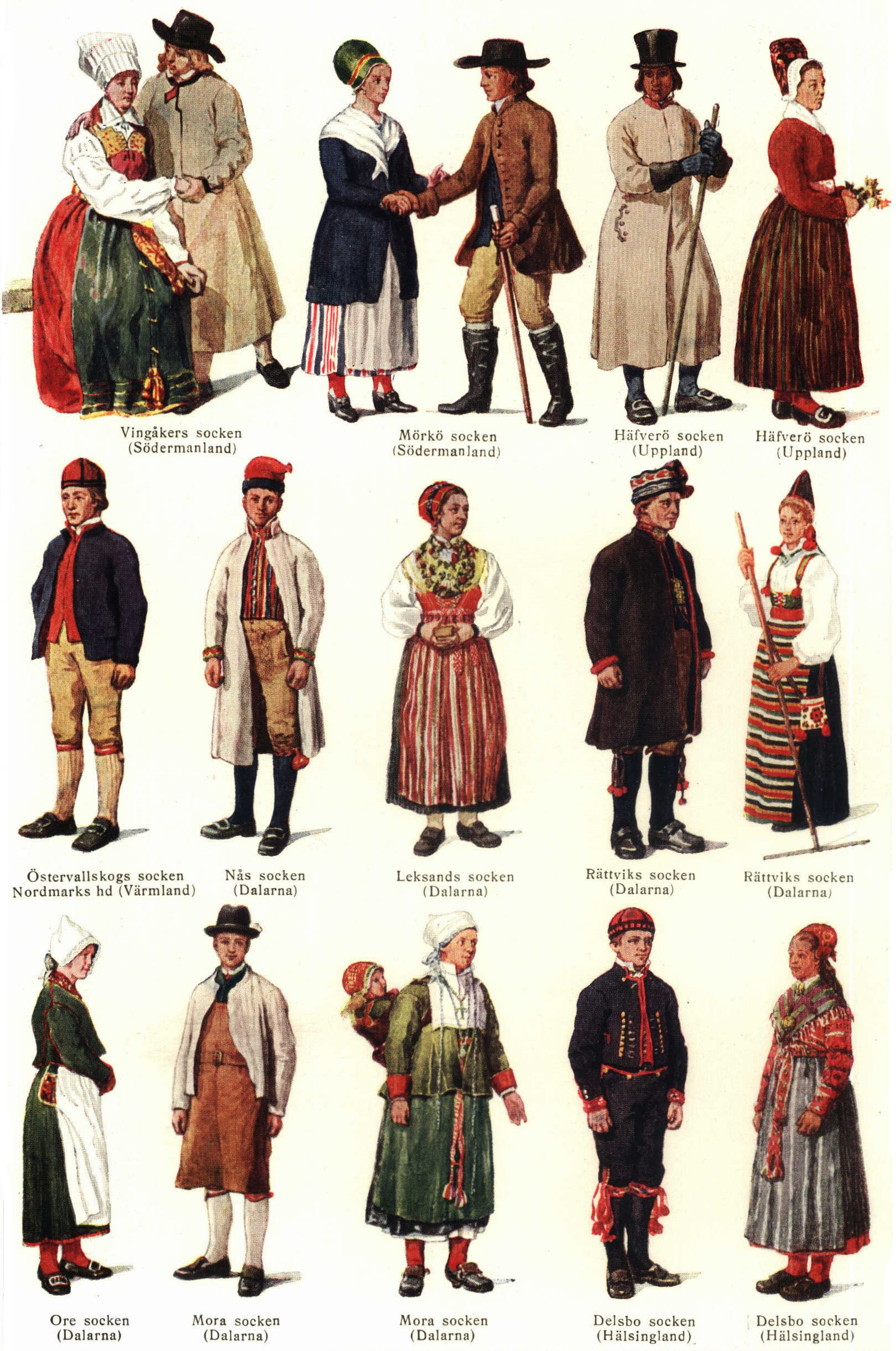
Svenska folkdräkter enligt Nordisk familjebok.

Skandinaviska folkdräkter har sitt ursprung som baskläder för skandinaver av lägre ekonomisk klass. Under det tidiga 1900-talets era av romantisk nationalism utfärdade olika experter strikta riktlinjer för att formalisera de redan existerande designerna till kostymer som skulle representera de respektive länderna, såväl som större regioner inom dem. I Sverige finns det åtminstone 840 accepterade mönster som representerar olika delar av landet, samt den landsgemensamma Sverigedräkten. Liksom Finland har Sverige åtskilda dräkter för män och kvinnor. Under det tidiga 2010-talet har sociala medier, radio och tidningar i Norge, Finland och Sverige varit forum för diskussion om möjliga unisex-koncept för folkdräkter.
Clue exponerades först för folkkulturen genom folkdans och musik. Hen störde sig på att alla traditionella dräkter var strikt manligt och kvinnligt kodade och tog 2018 upp detta med en vän på det årets Bingsjöstämma. De brainstormade möjligheten att kombinera byxor och kjol för att få en design som var både traditionell och unisex. Clue hoppades att ett unisexalternativ skulle hjälpa fler att känna sig inkluderade i sin nationella kultur. Hen uttryckte att eftersom icke-binära svenskar existerar så måste det finnas en folkdräkt de kan bära utan att behöva välja mellan manliga och kvinnliga former. Clue förutsåg risken för kontrovers och meddelade till BBC: "Jag kom in i folkkulturen från sidan – det kanske hjälpte mig att vara mindre rädd för att bryta mot reglerna."

### Utveckling

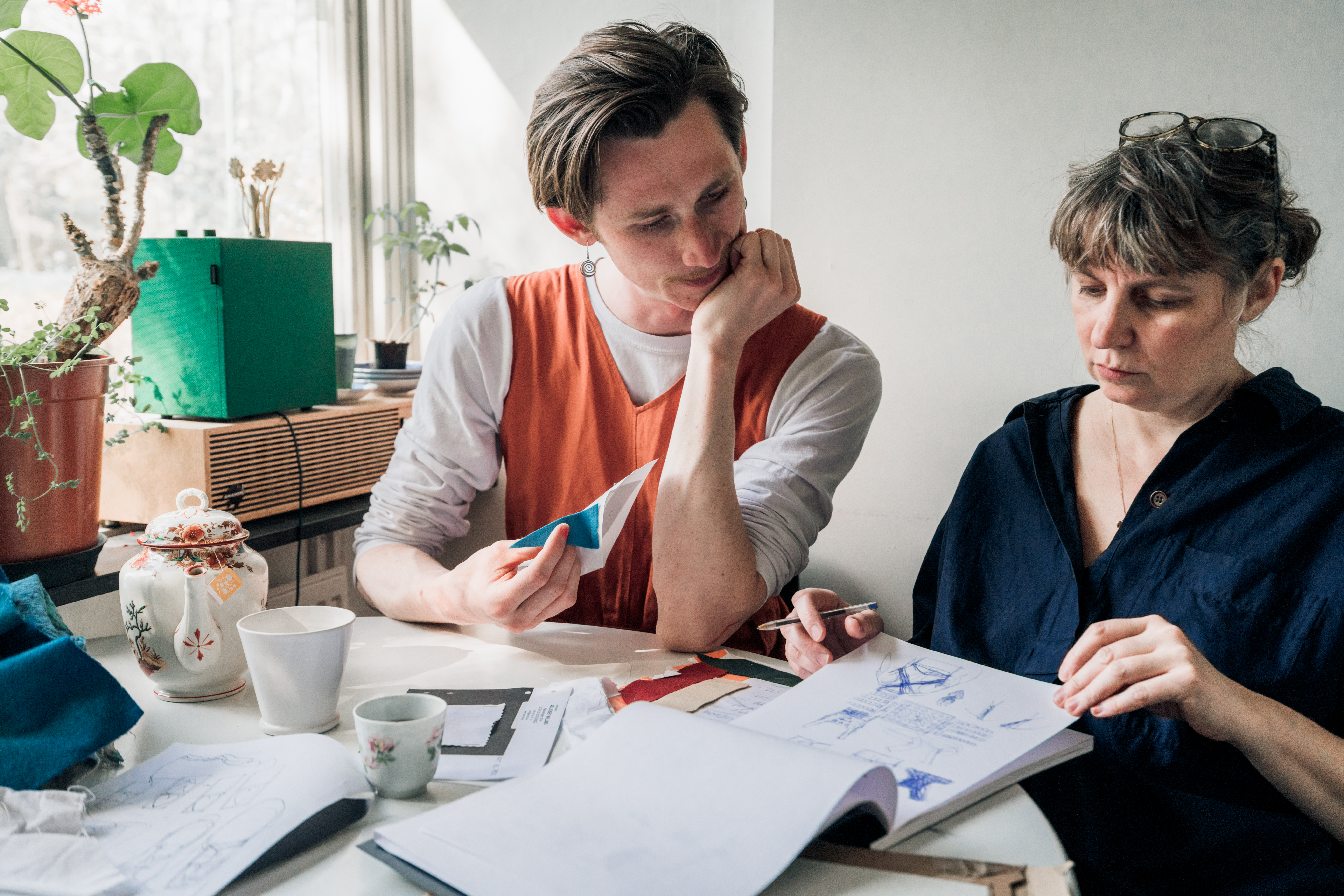
Fredy Clue och Ida Björs designade Bäckadräkten 2022.

För att få hjälp med utvecklingen av dräkten sökte Clue hjälp från Textilmuseet i Borås och intendent Frida Andersson. Mellan 2018 och 2021 utvecklade Clue och Andersson ett samarbete med pridefestivalen i Borås, bollade idéer inför projektet Bäckadräkten och ansökte om bidrag. Finansieringen kom från Västra Götalandsregionen samt Folk You och Kulturungdom, två ideella organisationer som stödjer ungdomar aktiva inom svensk folkkultur och andra kulturmiljöer.
Eftersom Clue inte hade någon bredare erfarenhet av modedesign eller klädproduktion sammankopplade Andersson hen med Ida Björs. Björs hade tidigare sytt flera folkdräkter, bland annat flera varianter av hemsocknens Järvsödräkt för en utställning på Hälsinglands museum år 2000. Arbetet med Bäckadräkten var första gången Björs samarbetade med en partner på ett klädprojekt. Clue inspirerades att utforska den icke-binära identiteten och Björs hade erfarenhet av att utmana etablerade standarder inom svensk folkdräkt.
I januari 2022 började Clue och Björs studera historiska folkdräkter från olika svenska regioner och reste sedan till Björs hemtrakter i Hälsingland för att studera dess folkkultur. Under våren bildade de en fokusgrupp med fem unga, icke-binära personer från den svenska folkgemenskapen. Fokusgruppen träffades flera gånger, mestadels virtuellt via Zoom på grund av gruppens geografiska spridning. Varje medlem producerade skisser av sina föredragna designer. En av skisserna användes så småningom som grund för Bäckadräktens brosch. Eftersom Clue och Björs hämtade inflytande från kostymer och fokusgruppsmedlemmar associerade med flera regioner, anses Bäckadräkten vara sprungen ur Sveriges rikstäckande queergemenskap snarare än ur någon enskild region.
Björs sydde och stylade den första Bäckadräkten med hjälp från andra kläd- och accessoardesigners. Dansskodesignern Helena Karlsson från Rättvik hjälpte till att designa och producera kostymens sko. Läderskräddaren Pär Swedin från Delsbo tillverkade bältet, som inspirerats av en gammal design från Delsbo socken. Silversmeden Karin Li från Järvsö tillverkade broschen och livstyckets smycken. Några av metallföremålen pryds av gravyr av konstnär Karin Östberg.

### Lansering

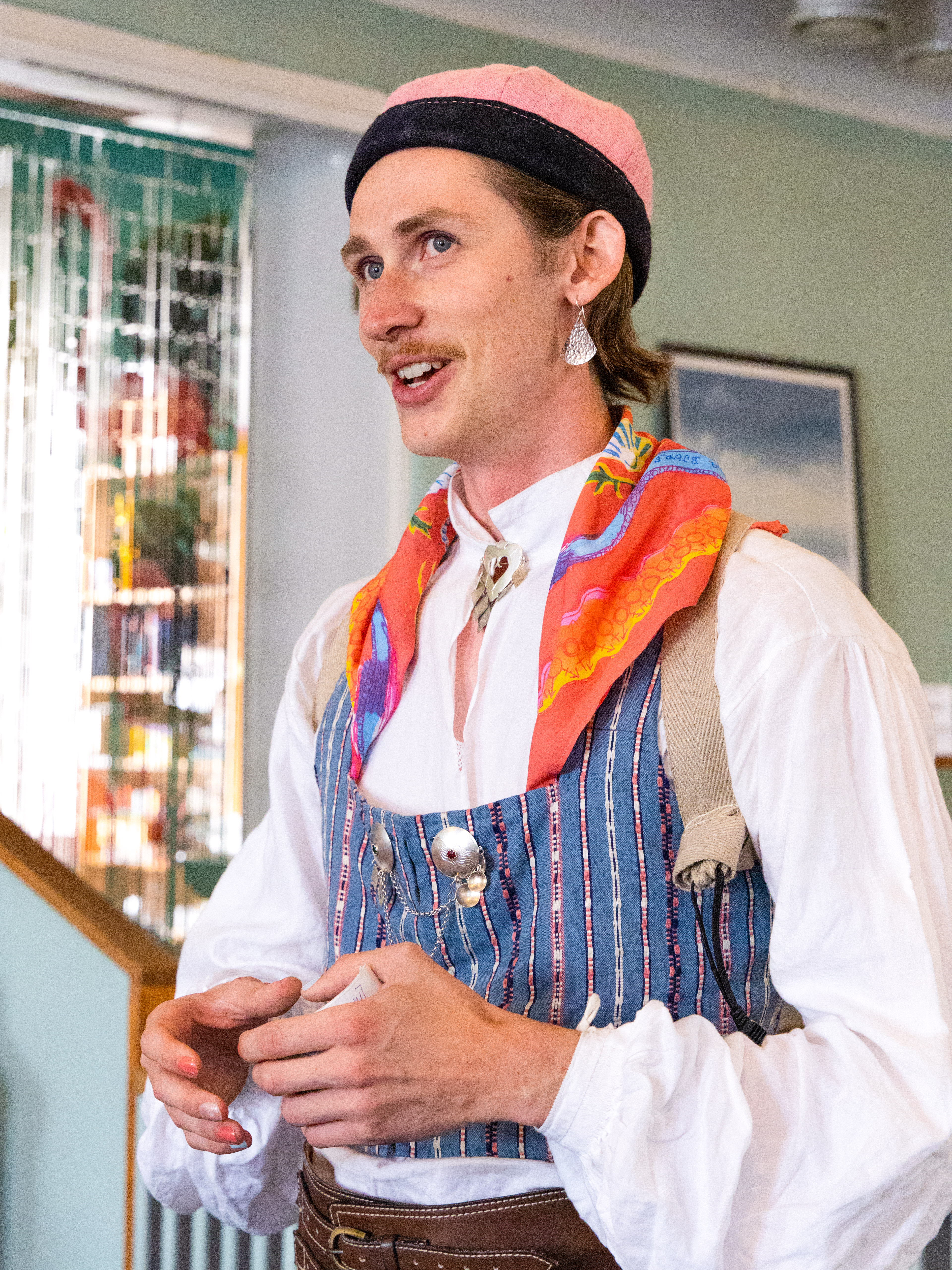
Skaparen Fredy Clue iförd Bäckadräkten år 2022.

I juni 2022 hade Clue och Björs färdigställt ett exemplar i Clues storlek för användning på scen. Den ställdes från 30 juni till 28 augusti ut på Textilmuseet, som Sveriges första unisex-folkdräkt. Kostymen lämnade kort utställningen när Clue åkte på en liten turné som inkluderade ett framträdande på Delsbostämman. Utställningen "Bäckadräkten – en ickebinär folkdräkts" öppning var timad till att sammanfalla med pridefestivalen i Borås. Belägen i museets lobby, presenterade den Bäckadräktens utvecklingsprocess och lyfte fram unisex-designelement i traditionella svenska kläder från 1900-talets början. Dessutom visades en folkdräktskatalog från 1964 med tillgängliga produkter som var utformade strikt för antingen manliga eller kvinnliga bärare.
I juli 2023 började Clue sälja kopior av dräktmönstret, och från januari 2024 började hen ta emot anpassade beställningar av Bäckadräkten. Hen har uppmuntrat svenskar att utveckla varianter av det ursprungliga mönstret för att passa enskilda användares karaktär eller hemtrakt. Clues egen dräkt har kompletterats med en kofta sydd av en av fokusgruppens medlemmar och presenterad på pridefestivalen i Hudiksvall. Björs har förutspått att Bäckadräkten i framtiden kommer att bli ihågkommen som den första av många svenska unisex-folkdräkter.

### Mottagande
Släppet av Bäckadräkten tillkännagavs av Svenska institutet på dess Facebooksida och blev omskrivet i svenska, brittiska, finländska och sydafrikanska nyhetsmedier. Hälsinglands hembygdskrets prydde baksidan av 2022 års utgåva av årsboken Hälsingerunor med ett foto av Clue i dräkten. Lanseringen väckte diskussion i sociala medier om relationen mellan genus och folklig tradition. Många journalister och medlemmar i Sveriges folkgemenskap välkomnade utvecklingen. Kulturkritikern och Borås Tidning-journalisten Agnes Brusk Jahn berömde dräktens utformning och initiativet att underlätta för icke-binära att delta i folkkulturen. Independent Onlines livsstilsskribent Thobile Mazibuko beskrev dräkten som nyskapande och förutspådde att den skulle kunna bidra till ökad respekt och nyfikenhet. BBC:s kulturskribent Matilda Welin såg dräkten som en nödvändig utveckling av folkdräktstraditionen. Institutet för språk och folkminnen har sett dräkten som ett sätt att uppmuntra tillväxten i folkgemenskapen.
Andra användare på sociala medier uttryckte obehag kring de bredare sociala förändringar som de associerar med Bäckadräkten, inklusive dess validering av den icke-binära könsidentiteten. Clue kallade belackare inom den svenska folkgemenskapen dräktpolisen ("dräpo") och tillade: "Många känner sig hotade, de känner att män och kvinnor blir suddiga". Clue välkomnade diskussionen kring dräkten och uttryckte hopp om att den skulle leda till större medvetenhet om icke-binära och trans-identiteter, samt att dräkten ger ett alternativ till folkdräkt som alla kan använda oavsett könsidentitet.